# Episodi di Psych (quinta stagione)
La quinta stagione della serie televisiva Psych è stata trasmessa in prima visione negli Stati Uniti d'America da USA Network dal 14 luglio al 22 dicembre 2010.
In Italia la stagione è stata trasmessa in prima visione dal canale a pagamento Steel dal 9 gennaio al 27 febbraio 2011, mentre in chiaro è stata trasmessa da Rete 4 dal 1º ottobre 2011 al 14 gennaio 2012.
| nº | Titolo originale                            | Titolo italiano                | Prima TV USA      | Prima TV Italia  |
| -- | ------------------------------------------- | ------------------------------ | ----------------- | ---------------- |
| 1  | Romeo and Juliet and Juliet                 | Romeo e Giulietta e Juliet     | 14 luglio 2010    | 9 gennaio 2011   |
| 2  | Feet Don't Kill Me Now                      | Annegamento asciutto           | 21 luglio 2010    | 9 gennaio 2011   |
| 3  | Not Even Close... Encounters                | Incontri non tanto ravvicinati | 28 luglio 2010    | 16 gennaio 2011  |
| 4  | Chivalry Is Not Dead... But Someone Is      | La signora omicidi             | 4 agosto 2010     | 16 gennaio 2011  |
| 5  | Shawn and Gus in Drag (Racing)              | Sfide ad alta velocità         | 11 agosto 2010    | 23 gennaio 2011  |
| 6  | Viagra Falls                                | Due coppie improbabili         | 18 agosto 2010    | 23 gennaio 2011  |
| 7  | Ferry Tale                                  | La chiave misteriosa           | 25 agosto 2010    | 30 gennaio 2011  |
| 8  | Shawn 2.0                                   | La lista d'attesa              | 1º settembre 2010 | 30 gennaio 2011  |
| 9  | One, Maybe Two, Ways Out                    | Una o due vie d'uscita         | 8 settembre 2010  | 6 febbraio 2011  |
| 10 | Extradition II: The Actual Extradition Part | Il ladro gentiluomo            | 10 novembre 2010  | 6 febbraio 2011  |
| 11 | In Plain Fright                             | La fiera del terrore           | 17 novembre 2010  | 13 febbraio 2011 |
| 12 | Dual Spires                                 | Una cittadina vecchio stampo   | 1º dicembre 2010  | 13 febbraio 2011 |
| 13 | We'd Like to Thank the Academy              | Corso all'accademia            | 8 dicembre 2010   | 20 febbraio 2011 |
| 14 | The Polarizing Express                      | Viaggio introspettivo          | 15 dicembre 2010  | 20 febbraio 2011 |
| 15 | Dead Bear Walking                           | Delitto allo zoo               | 15 dicembre 2010  | 27 febbraio 2011 |
| 16 | Yang 3 In 2D                                | Il gran finale                 | 22 dicembre 2010  | 27 febbraio 2011 |

## Romeo e Giulietta e Juliet
- Titolo originale: Romeo and Juliet and Juliet
- Diretto da: Steve Franks
- Scritto da: Steve Franks

### Trama
1990: Per evitare un pestaggio Shawn racconta che Gus fa karate attirando così le ire dei bulli solo sull'amico.
2010: La figlia del potente businessman Arthur Chiang viene rapita e Shawn, sebbene escluso dal caso per volere di Henry (nuovo sovrintendente alle agenzie esterne al dipartimento) decide comunque di indagare scoprendo in breve che la famiglia Chiang è in realtà a capo di una triade, la Mano d'Oro, che da anni rivaleggia con la Triade del Dragone per il controllo di Santa Barbara.
Shawn si rivolge dunque a Jules per avere un aiuto nelle indagini e al contempo per aiutarla a riprendersi dato che dopo l'esperienza vissuta con Mr.Yin si è fatta trasferire a un incarico d'ufficio in municipio e non sembra più la stessa persona.
Indagando il "sensitivo" scopre che la ragazza non è affatto stata rapita, bensì portata al sicuro dall'innamorato Han Tan, figlio del capo della triade rivale, il quale temeva per l'incolumità della ragazza dato che le famiglie avevano scoperto la loro relazione. A complicare le cose è la gravidanza della ragazza. Sulle prime Shawn prova a convincere la polizia a chiudere le indagini per dare una speranza ai due innamorati ma successivamente essi vengono realmente rapiti dal fratello di lui, intenzionato a far scoppiare una guerra tra bande e prendere il posto del padre.
Shawn riesce tuttavia a far arrestare Teno, liberare la coppia e impedire la guerra anche grazie all'aiuto di Jules che, tornata in sé, riprende servizio nel dipartimento.
- Altri interpreti: Liam James (Shawn da bambino), Carlos McCullers II (Gus da bambino), Sage Brocklebank (Buzz McNab), Bruce Locke (Arthur Chiang), Jerry Shea (Ken), Jennifer Liu (Bakki Chiang), Curtis Lum (Han Tan), Johnson Phan (Teno Tan).
- Ascolti USA: telespettatori 3 680 000[1].
- Nota. In questo episodio durante la sigla i nomi del cast compaiono scritti in caratteri cinesi.

## Annegamento asciutto
- Titolo originale: Feet Don't Kill Me Now
- Diretto da: Mel Damski
- Scritto da: Saladin K. Patterson

### Trama
1990: Shawn sorprende Gus mentre si esercita a ballare il tip-tap e disapprova tale nuova passione considerandola una cosa da “femminucce”.
2010: Viene ripescata dal lago un'auto contenente il cadavere di una donna, durante le indagini Jules e Lassiter hanno un litigio, così come anche Gus e Shawn; le due coppie dunque si separano e indagano sul caso separatamente, tuttavia né Shawn e Jules, né Lassiter e Gus riescono ad avere la stessa alchimia che hanno col partner abituale.
Risolte le divergenze e ricostituiti i soliti due, i sospetti cadono sul fidanzato della vittima, Ben, che tuttavia viene trovato morto poco dopo per annegamento asciutto (ovvero dovuto a un'overdose di farmaci).
Alla fine Shawn scopre che l'assassino dei due innamorati altri non è che Lillian, una collega di Ben che, innamoratasi dell'uomo aveva deciso di uccidere la rivale servendosi dei farmaci sviluppati nel laboratorio in cui lavorava simulando l'incidente e, dopo che questi l'aveva respinta, anche lo stesso Ben.
- Altri interpreti: Liam James (Shawn da bambino), Carlos McCullers II (Gus da bambino), Sage Brocklebank (Buzz McNab), Kurt Fuller (Woody), Brad Raider (Ben Stephens), Lauren Lee Smith (Lillian), Danielle Harris (Tonya).
- Ascolti USA: telespettatori 3 300 000[2].
- Nota. Tutte le scene in cui Gus e Lassiter ballano il tip-tap durante l'episodio sono eseguite senza controfigure sfruttando la reale abilità di ballo di Dulé Hill e Timothy Omundson, che l'hanno studiato fin da bambini.

## Incontri non tanto ravvicinati
- Titolo originale: Not Even Close... Encounters
- Diretto da: John Badham
- Scritto da: Bill Callahan

### Trama
1990: Shawn, Gus e il loro amico Dennis scoprono che la polizia di Santa Barbara ha sequestrato un oggetto che credono sia un UFO e chiedono a Henry di vederlo, ma l'uomo dichiara fosse solo di un pallone aerostatico e li esorta a smettere di fantasticare sugli extraterrestri.
2010: Il noto avvocato Roy Kessler vede il suo collega sparire nel nulla dopo che nel suo giardino è comparsa una sfera luminosa e ipotizza che si sia trattato di un rapimento alieno; non creduto da nessuno, l'uomo assume Gus e Shawn per indagare. I due si recano dal massimo esperto in campo di UFO: il loro vecchio amico Dennis, il quale si è sposato con la bella Molly e le tiene segrete le sue passioni fantascientifiche per non essere visto da lei come un nerd, sicché aiuta i due di nascosto.
Quando il collega di Kessler, Toby, ricompare e dichiara di non essere mai scomparso, l'avvocato viene rinchiuso in un centro di igiene mentale e Psych diviene lo zimbello di Santa Barbara. La situazione si complica quando Toby muore per un apparente suicidio.
Non considerati più credibili dal dipartimento (inclusi Jules e Lassiter) i due muovono le indagini al di fuori della pista aliena e grazie all'aiuto di Dennis scoprono che il colpevole è il direttore amministrativo di un'industria denunciata da Kessler per appalti illegali, il quale ha inscenato il rapimento alieno con l'aiuto di Toby per far internare l'avvocato ed essere così prosciolto dall'accusa; in seguito però Toby ebbe una crisi di coscienza e l'uomo fu costretto a ucciderlo.
Alla fine Molly scopre la verità su Dennis e con grande sorpresa di lui si rivela a sua volta una grande fan di Battlestar Galactica, cosa che aveva tenuto nascosta per le medesime ragioni del marito.
- Altri interpreti: Liam James (Shawn da bambino), Carlos McCullers II (Gus da bambino), Kurt Fuller (Woody), David Gore (Dennis Gogolack da bambino), Adam Greydon Reid (Toby Shore), Charles Martin Smith (Roy Kessler), Freddie Prinze Jr. (Dennis Gogolack), Becky O'Donohue (Molly Gogolack).
- Ascolti USA: telespettatori 3 740 000[3].

## La signora omicidi
- Titolo originale: Chivalry Is Not Dead... But Someone Is
- Diretto da: Jay Chandrasekhar
- Scritto da: Andy Berman

### Trama
2010: A una cena di gala un uomo muore cadendo da una balconata, nonostante le apparenze tuttavia si rivela essersi trattato di una morte da avvelenamento. Quando emerge che l'uomo era sentimentalmente legato a Gillian Tucker, ricca signora resa vedova anni addietro da un incidente misterioso, Jules e Lassiter la mettono in cima alla lista dei sospetti; tuttavia Shawn si convince invece che l'assassino sia Clive Preascot, gentiluomo altolocato insegnante dell'arte perduta della cavalleria.
Con l'aiuto di Gus il "sensitivo" inizia una corte spietata a Gillian per tenerla lontana dalle grinfie di Preascot, che tuttavia si rivela realmente innamorato della vedova Tucker e intenzionato a sposarla.
Con la morte del miglior amico del defunto, unico altro sospettato, Shawn riesce infine a scoprire la verità: la vera colpevole è Eugenia, amica di vecchia data di Gillian, la quale, segretamente innamorata di lei, ne uccise prima il marito, poi il nuovo fidanzato e infine il terzo corteggiatore allo scopo di averla tutta per sé. Fortunatamente la donna viene fermata prima che possa uccidere anche Preascot, il quale successivamente convola a giuste nozze con Gillian.
- Altri interpreti: Sage Brocklebank (Buzz McNab), Jean Smart (Gillian Tucker), John Michael Higgins (Clive Preascot), Lee Garlington (Eugenia).
- Ascolti USA: telespettatori 3 480 000[4].
- Nota. Questo è il quarto episodio della serie a essere privo di flashback iniziale.

## Sfide ad alta velocità
- Titolo originale: Shawn and Gus in Drag (Racing)
- Diretto da: Mel Damski
- Scritto da: Kell Cahoon e Tim Meltreger

### Trama
1990: Henry, appena promosso detective, torna a casa in tempo per scoprire che il figlio ha messo in moto la sua macchina con l'intento di farsi un giro per il quartiere e riesce a fermarlo prima che si faccia del male.
2010: Viene rubata una Lamborghini Murciélago e Lassiter, comprendendo che si tratta di una banda di ladri d'auto e organizzatori di gare clandestine a cui dà la caccia da mesi si lancia al loro inseguimento per tutta Santa Barbara, ma, una volta raggiunto il veicolo, l'investigatore capo vi trova il ladro misteriosamente assassinato.
Lassiter e Jules sospettano Logan Paget, ricco uomo d'affari e collezionista d'auto verso cui il ladro aveva un debito di gioco, Shawn e Gus invece si introducono sotto copertura nella banda di corridori clandestini considerando uno di loro il vero omicida.
Sebbene inizialmente i sospetti ricadano su Mary Armstrong, il vero colpevole si rivela essere il carismatico capobanda, Tommy Alonso, il quale ha ucciso il compagno poiché per annullare il suo debito si era accordato con Paget in una truffa a scopo di estorsione che comprendeva il furto dell'auto. Tommy rapisce Gus e costringe Shawn a recuperare la Lamborghini dal deposito della polizia ma il "sensitivo" riesce a sabotare la macchina prima di consegnargliela e permettere così il suo arresto.
- Altri interpreti: Liam James (Shawn da bambino), Carlos McCullers II (Gus da bambino), Sage Brocklebank (Buzz McNab), Adam Rodríguez (Tommy Alonso), Vanessa Minnillo (Mary Armstrong), Angus Macfadyen (Logan Paget).
- Ascolti USA: telespettatori 3 780 000[5].

## Due coppie improbabili
- Titolo originale: Viagra Falls
- Diretto da: Andrew Bernstein
- Scritto da: Todd Harthan

### Trama
1990: Henry viene rimproverato da Herb Wilkins, allora capo del dipartimento di polizia di Santa Barbara, il quale gli dà una dura lezione sul sapersi fare da parte e assegna il caso ai detective migliori del dipartimento: Boone e Peters.
2010: Herb Wilkins, il miglior capo che la polizia di Santa Barbara abbia mai avuto viene trovato morto sulla sua barca. Karen Vick mobilita allora tutto il dipartimento per far sì che il colpevole venga preso e su consiglio di Henry dà il caso ai due migliori investigatori che il dipartimento abbia mai avuto: Boone e Peters, i quali si dimostrano tanto competenti da iniziare una faida investigativa con Shawn e Gus, anch'essi sul caso.
Col proseguimento dell'indagine viene ritrovata una partita di cocaina in un armadietto appartenente a Wilkins ed emerge una sua relazione con una spogliarellista di nome Saradine. Il dipartimento sembra deviare verso l'ipotesi di un'esecuzione ma Boone, Peters, Gus e Shawn non sono d'accordo e dunque uniscono i loro talenti investigativi trovandosi reciprocamente a scoprirsi contropartistici (Shawn e Peters, Gus e Boone).
Il quartetto scopre infine che Wilkins stava solo cercando di proteggere Saradine, in quanto gli ricordava sua figlia; la ragazza si era infatti invischiata in un giro di droga con uno spacciatore locale, il proprietario del nightclub per cui lavorava e una sua amica; Wilkins l'aveva scoperto e aveva sequestrato l'ultima partita che la ragazza doveva trasportare al fine di scambiarla con la libertà di quest'ultima, sfortunatamente venne scoperto e ucciso. L'intervento delle due strampalate ma geniali coppie riesce tuttavia a incastrare i colpevoli e scagionare le due ragazze.
- Altri interpreti: Sage Brocklebank (Buzz McNab), Carl Weathers (Floyd Boone), William Devane (Donald Peters).
- Ascolti USA: telespettatori 4 110 000[6].

## La chiave misteriosa
- Titolo originale: Ferry Tale
- Diretto da: Reginald Hudlin
- Scritto da: Kell Cahoon e Saladin K. Patterson

### Trama
1990: Shawn e Gus si allenano nella corsa a tre gambe al fine di riuscire a vincere una bicicletta messa in premio al picnic della polizia, tuttavia all'ultimo momento finiscono per litigare in quanto discordi in proposito di chi di loro dovesse tenerla
2010: Durante una crociera ambientalista Shawn e Gus scoprono l'evasione di quattro detenuti in uscita premio per buona condotta trasportati sulla loro stessa nave; inizialmente cercano di risolvere la situazione senza allarmare i passeggeri con l'aiuto di Craig, la guardia carceraria che li scortava, il tentativo fallisce e nel giro di breve tempo la situazione degenera e tutti i passeggeri vengono presi in ostaggio.
La Vick autorizza la SWAT all'azione e nel giro di breve tempo i prigionieri sono liberati, tuttavia Shawn si rende conto che Lassiter e Jules hanno arrestato solo due prigionieri su quattro, difatti gli altri due si sono sostituiti ai civili e sono fuggiti.
Shawn, Gus e Craig si mettono dunque sulle tracce del capobanda: Dane Northkat, il quale si sta dirigendo sul luogo dove ha nascosto il bottino della rapina che gli è costata l'arresto; quando giungono sul posto tuttavia vengono traditi e imbavagliati assieme ai galeotti da Craig, che fugge coi soldi, ma, successivamente, convinto dalle parole dei due, torna sui suoi passi e riconsegna i fuggiaschi e la refurtiva alle autorità.
- Altri interpreti: Skyler Gisondo (Shawn da bambino), Carlos McCullers II (Gus da bambino), Sage Brocklebank (Buzz McNab), Chi McBride (Craig), Kevin Alejandro (Dane Northkat), Devielle Johnson (Sanfus Sanders), G. Michael Gray (Adam George), Primo Allon (Gabriel Appel), Jo Bates (Lorraine Dunn), Matthew Thiessen (Carl 'C.C.' Carter).
- Ascolti USA: telespettatori 3 630 000[7].

## La lista d'attesa
- Titolo originale: Shawn 2.0
- Diretto da: David Crabtree
- Scritto da: Bill Callahan

### Trama
1990: Henry dà al figlio una lezione di umiltà battendolo a canestro dopo che questi si autocompiaceva per aver battuto Gus; in questo modo gli insegna che non si dimostra il proprio valore battendo i più deboli ma i propri pari o i più forti.
2010: A Santa Barbara hanno luogo una lunga serie di omicidi di anziani e la Psych è chiamata a indagare, tuttavia ai due detective si affianca Declan Rand, criminal profiler dalla brillante mente analitica e intuitiva che presenta numerosi punti in comune con Shawn; il che unito al suo essere tanto benvoluto facilmente da persone da cui il "sensitivo" non ha ottenuto stima in cinque anni di collaborazione lo porta a essere subito estremamente antipatico a Shawn, con cui instaura un profondo rapporto di rivalità durante le indagini.
Nel frattempo il ragazzo, invitato al matrimonio di un amico è intenzionato a chiedere a Jules di accompagnarlo ma viene battuto sul tempo quando questa viene invitata a cena da Declan; nonostante la ragazza si dica disposta a disdire l'impegno per lui Shawn, imbarazzato, afferma che non avrà problemi a trovare un'altra ragazza, provocando così lo sdegno di Jules. Il "sensitivo" sarà alla fine costretto a ripiegare su Gina.
Quando emerge che le tre persone uccise erano in lista per un trapianto di fegato la principale sospettata diviene una donna di nome Catherine Bricks, anch'essa in lista di attesa e ora slittata al vertice; tuttavia essa si rivela dotata di un alibi inattaccabile essendo stata all'estero nelle ultime due settimane. Col proseguire dell'indagine Shawn scopre che Declan finge di essere un criminal profiler, dato che non si è mai laureato, seguitolo fino a casa sua lo scopre essere un ricco uomo d'affari che si finge criminologo per passare il tempo ma dall'altro capo anche Declan ha compreso che Shawn non è un vero sensitivo.
Un barbone dichiara di aver riconosciuto Catherine sul luogo del delitto, ma viene trovata morta Declan e Shawn uniscono le forze e trovano la vera assassina nella gemella Maddie, ammalata di cirrosi epatica ma inadatta al trapianto in quanto alcolista; la donna era stata messa in lista d'attesa sotto il nome della sorella ma, spazientitasi aveva iniziato a uccidere le persone che la precedevano, finché la gemella la scoprì e pagò con la vita il tentativo di fermarla. Shawn durante la prima visita aveva notato una foto di Catherine con capelli lunghi che usa la mano sinistra, ma dall'autopsia è risultata destrorsa oltre a essere sana come un pesce.
Risolto il caso i due si consultano sulla reciproca attrazione per Jules, considerando entrambi di rivelarle la verità sul loro conto, tuttavia è ancora una volta Declan a anticipare Shawn e svelare a Jules che non è un vero criminal profiler, inaspettatamente la ragazza lo perdona per la menzogna e rinnova il suo assenso al precedente invito a cena, mentre Shawn li guarda allontanarsi da lontano.
- Altri interpreti: Skyler Gisondo (Shawn da bambino), Carlos McCullers II (Gus da bambino), Sage Brocklebank (Buzz McNab), Kurt Fuller (Woody), Nestor Carbonell (Declan Rand), Meredith Monroe (Catherine e Maddie Bricks), Curt Smith (se stesso), Katie Findlay (Minka), Sarah Edmondson (Gina Repach).
- Ascolti USA: telespettatori 3 700 000[8].
- Nota. In questo episodio la sigla d'apertura I Know, You Know dei Friendly Indians (La band del creatore della serie Steve Franks) è una rielaborazione a opera di Curt Smith dei Tears for Fears.

## Una o due vie d'uscita
- Titolo originale: One, Maybe Two, Ways Out
- Diretto da: Mel Damski
- Scritto da: Andy Berman e Todd Harthan

### Trama
2010: Shawn e Gus vengono avvicinati da una spia di nome Nadia, la quale sostiene di essere stata incastrata da un suo collaboratore e ora è in fuga dalla sua organizzazione, alla ricerca dell'unico uomo che è stato capace di far perdere le sue tracce al governo: Strabimskij. Grazie al supporto dei mezzi di Declan Rand Psych e la spia riescono a ritrovare il suddetto uomo, tuttavia mentre questo esegue il protocollo di cancellazione di Nadia per fornirgli una nuova identità la donna gli punta una pistola e lo costringe a rivelargli il modo per aprire un file riservato riguardante una sua precedente missione in Bolivia, in seguito fugge.
Shawn e Gus tornano dunque al dipartimento e incontrano gli inseguitori di Nadia; i quali collaborano ora con il dipartimento, e assieme a Lassiter e Jules si fanno condurre sul luogo in cui hanno avvistato Strabimskij, al suo posto però trovano solo uno scheletro abbrustolito. Il finto sensitivo riesce tuttavia a scoprire gli spostamenti di fuga della donna e durante una colluttazione con lei e la polizia riesce a recuperare una banda di memoria riguardante la missione in Bolivia.
Shawn è dunque nuovamente costretto a collaborare con Declan per ritrovare nuovamente Strabimskij, il quale ha solo inscenato la propria morte. dal colloquio con l'uomo scopre che in Bolivia Nadia rubò delle Valute Monetarie Globali, ovvero fondi monetari validi in ogni angolo del pianeta; forte di queste scoperte il "sensitivo" incastrerà Nadia facendola uscire allo scoperto e permettendone la cattura. In seguito dichiarerà a Gus tutta la sua frustrazione per aver perso Jules, irrimediabilmente caduta tra le braccia di Declan; ignorando che la ragazza stesse involontariamente origliando.
Dopo un colloquio con Henry però, Shawn si rende conto che Nadia è stata veramente incastrata dall'agente Tom Fong, uno dei suoi inseguitori che l'ha poi prelevata per torturarla e farsi rivelare l'ubicazione delle Valute Monetarie Globali. Grazie all'agente Drixe, capo delle ricerche di Nadia però, il ragazzo riesce a trovare il vero traditore e farlo arrestare scagionando dunque Nadia.
Risolto il caso Shawn si reca a ringraziare Declan prima che parta con Jules per due settimane di vacanza nella costiera amalfitana, l'uomo è però impegnato in una compravendita azionaria cui Gus sembra essere molto interessato e quindi Shawn resta solo con Jules, a malincuore i due si salutano prima della partenza cercando in tutti i modi di soffocare i loro sentimenti ma poi, in una svolta epocale degli eventi finiscono per scambiarsi un bacio.
- Altri interpreti: Nestor Carbonell (Declan Rand), Franka Potente (Nadia), Jon Gries (Strabimskij), C. Thomas Howell (Camdem Drixe), Terry Chen (Tom Fong).
- Ascolti USA: telespettatori 3 110 000[9].
- Nota. Questo è il quinto episodio della serie a essere privo di flashback iniziale.

## Il ladro gentiluomo
- Titolo originale: Extradition II: The Actual Extradition Part
- Diretto da: Steve Franks
- Scritto da: Steve Franks

### Trama
2010: Shawn e Gus vengono invitati a Vancouver da Pierre Despereaux prima che questi sia estradato negli Stati Uniti, il ladro rivela di essere intenzionato a svolgere un ultimo furto per chiudere la sua carriera e che lo farà sotto il naso dei due. Paradossalmente l'intento di Despereaux riesce, ed egli evade di prigione sotto i loro occhi.
I due tornano dunque al dipartimento di polizia di Vancouver dove riferiscono quanto appreso al Commissario Dykstra e a Mackintosh, il furto avviene poco dopo in casa del pubblico ministero, tuttavia vi è una differenza: il proprietario dell'abitazione è stato assassinato.
Shawn torna alla prigione dove ritrova Despereaux, il quale è riuscito a rientrarvi senza essere scoperto costruendosi così l'alibi per l'agognato crimine perfetto. Il "sensitivo" lo rimprovera per essere venuto meno al suo credo ed essersi preso una vita, il ladro dichiara di non saperne nulla e di essere stato incastrato.
Evaso di prigione Despereaux si allea con Psych per provare la sua innocenza, dalle indagini emerge che il pubblico ministero è stato ucciso dalla moglie di un potente boss malavitoso compagno di cella di Despereaux, la quale, vera direttrice dell'organizzazione del marito, dopo aver avuto una relazione col ladro si documenta sul suo furto e rientra in casa della vittima per eliminare l'uomo colpevole di averla smascherata. Risolto il caso Despereaux promette a Shawn che sentirà ancora parlare di lui e in seguito viene nuovamente arrestato ed estradato negli Stati Uniti dai sopraggiunti Lassiter e Jules.
Il finto sensitivo e la poliziotta hanno finalmente modo di parlare dei reciproci sentimenti e, dopo un breve litigio dettato dalla tensione, capiscono di essere innamorati l'uno dell'altra e finiscono per baciarsi di nuovo ed entrare in intimità, quindi rientrano nella camera d'albergo di Shawn e danno libero sfogo alla passione.
- Altri interpreti: Sage Brocklebank (Buzz McNab), Cary Elwes (Pierre Despereaux), Peter Oldring (Robert Mackintosh), Ed Lauter (Ed Dykstra), Venus Terzo (Valeria Crossley), Catherine Lough Haggquist (Lisa), Jeffrey Kaiser (Valet), Robert Hayley (Martin Sewell).
- Ascolti USA: telespettatori 2 790 000[10].
- Nota. Questo è il sesto episodio della serie a essere privo di flashback iniziale, inoltre è il sequel della storia di Pierre Despereaux iniziata nella quarta stagione. Gli eventi narrati nell'episodio inoltre erano stati progettati da Steve Franks fin dalla prima stagione.

## La fiera del terrore
- Titolo originale: In Plain Fright
- Diretto da: Stephen Surjik
- Scritto da: Steve Franks e Tim Meltreger

### Trama
1990: Durante la fiera del terrore Shawn e Gus hanno una discussione riguardo a chi dei due debba entrare per primo in una giostra che li terrorizza in quanto nessuno dei due vuole ammettere le proprie paure.
2010: Jules fa una sorpresa a Shawn e compra i biglietti per la fiera del terrore, rinnovata dopo quindici anni, i proposti dei due si trovano però di fronte a un ostacolo: Shawn aveva già promesso a Gus di andarci e ora non può liberarsi dall'impegno per non ferirlo e nemmeno dirgli dell'intento di andarci con Jules, difatti i due hanno intenzione di tenere segreta loro relazione a Gus, Lassiter e al resto del dipartimento almeno per i primi tempi.
Shawn cerca di inventarsi una scusa con Gus ma finisce per cedere alle lacrime dell'amico e andarci con lui come precedentemente promesso; giunto sul luogo però, assiste all'omicidio del presidente del parco nel tunnel della casa stregata; quando il cadavere viene recuperato dalla polizia Frank Holloway, un dipendente della fiera, sostiene che il colpevole sia lo spettro di Johnny Ricketts, un ragazzo morto quindici anni prima durante l'ultima fiera.
Inizialmente Shawn sospetta dello stesso Holloway ma quando questi viene trovato morto emerge il vero colpevole: Jaimie Emerson, ovvero la ragazza che era a bordo della giostra che uccise Johnny Ricket e che sopravvisse all'incidente; impazzita all'idea della riapertura della fiera iniziò a uccidere i responsabili della struttura che, anni addietro, coprirono l'incidente.
Risolto il caso Shawn riesce finalmente a raccontare a Gus di lui e Jules, scoprendo che l'amico l'aveva già capito.
- Altri interpreti: Skyler Gisondo (Shawn da bambino), Carlos McCullers II (Gus da bambino), Sage Brocklebank (Buzz McNab), Rob LaBelle (Frank Holloway), Nora Dunn (Eve Asher), April Matson (Jaimie Emerson), Jerry Shea (Ken).
- Ascolti USA: telespettatori 2 990 000[11].

## Una cittadina vecchio stampo
- Titolo originale: Dual Spires
- Diretto da: Matt Shakman
- Scritto da: Bill Callahan e James Roday

### Trama

I titoli di testa dell'episodio in omaggio visivo a quelli de I segreti di Twin Peaks.

2010: Shawn e Gus, dopo aver ricevuto una misteriosa mail pubblicitaria si recano nella cittadina sperduta di Dual Spires per prendere parte al locale festival della cannella; tuttavia la ridente e tranquilla cittadina con l'arrivo dei due visitatori viene sconvolta da un terribile evento: la giovane Paula Marrell, viene ritrovata morta accanto al lago, completamente nuda e avvolta nella plastica.
I due detective, impossibilitati a chiamare aiuto in quanto la città è isolata dalle linee telefoniche, iniziano a indagare guidati dagli indizi inviatigli dallo stesso misterioso mittente della pubblicità che li ha attratti sul luogo.
Le indagini sono complicate dalle varie stranezze degli abitanti di Dual Spires, nonché dalla loro talvolta eccessiva pacatezza o melodrammaticità. Le indagini fanno riemergere che dodici anni addietro gli zii di Paula ne simularono la morte per annegamento per portarla via alla madre psicotica Lucy; inoltre viene svelato del triangolo sentimentale tra Paula, Jack Smith e Randy Jackson; i sospetti ricadono allora su Maudette Hornsby, la bibliotecaria che ha cresciuto il ragazzo dopo la morte della madre, nonché sua amante segreta, la quale potrebbe essere stata colta da un impeto di gelosia per l'intenzione di Randy di lasciare la città con Paula. Anche questa si rivela però essere la pista errata quando Maudette viene trovata impiccata.
Il "sensitivo" con l'aiuto di Gus e dei sopraggiunti Jules, Lassiter e padre Westley, riesce però a scoprire la verità: dopo un incendio doloso appiccato da un vagabondo e una segheria, Dual Spires s'isolò dal mondo e divenne sospettosa verso gli estranei come Paula, ragion per cui essa si sentiva minacciata e osservata al punto da desiderare la fuga con Randy. Lo sceriffo Jackson e la dottoressa Gooden, discendenti diretti dei fondatori della città, non potevano permetterlo: con la loro fuga se ne sarebbe andato l'ultimo erede dei Jackson e lo stile di vita isolato e utopistico della comunità sarebbe stato compromesso; ragion per cui hanno assassinato la ragazza.
Arrestati i colpevoli Shawn e Jules decidono di passare un po' di tempo da soli e lasciano gli altri in un bar della folle cittadina.
- Altri interpreti: Sherilyn Fenn (Maudette Hornsby), Sheryl Lee (Dr. Donna Gooden), Dana Ashbrook (Robert Barker), Robyn Lively (Michelle Barker), Lenny von Dohlen (Sceriffo Andrew Jackson), Catherine E. Coulson (Donna con la legna), Ray Wise (Padre Peter Westley), Scott Lyster (Randy Jackson), Ryan McDonald (Jack Smith), John DeSantis (Il Gigante).
- Ascolti USA: telespettatori 3 540 000[12].
- Nota. L'episodio, oltre a essere il settimo privo di flashback iniziale, è un tributo alla serie televisiva I segreti di Twin Peaks di Mark Frost e David Lynch[13]; in programma sin dalla fine della prima stagione, l'allestimento dell'episodio ha richiesto quattro anni di lavoro e il titolo è stato scelto da Maggie Lawson. In questo episodio la sigla d'apertura I Know, You Know dei Friendly Indians (La band del creatore della serie Steve Franks) è una rielaborazione a opera di Julee Cruise, creatrice e cantante di molte delle colonne sonore di Twin Peaks. Tra le guest star troviamo anche sette attori della serie televisiva: Sheryl Lee (Laura Palmer), Sherilyn Fenn (Audrey Horne), Ray Wise (Leland Palmer), Robyn Lively (Lana Milford), Lenny von Dohlen (Harold Smith), Dana Ashbrook (Bobby Briggs) e Catherine E. Coulson (La Signora Ceppo).

## Corso all'accademia
- Titolo originale: We'd Like to Thank the Academy
- Diretto da: Tawnia McKiernan
- Scritto da: Bill Callahan e Todd Harthan

### Trama
2010: Shawn e Gus s'intromettono in un appostamento di polizia e sebbene riescano a catturare i criminali ricercati, a causa dei danni provocati il capo Vick e Henry decidono di iscriverli a un corso intensivo all'accademia di polizia per cercare di inculcare loro la disciplina necessaria sul campo. Il corso è però tenuto dall'agente Comfort, timido e pauroso istruttore ex-compagno di corso di Lassiter; ragione per la quale Shawn non prende seriamente il corso nemmeno quando scopre che a proporlo è stata Jules, preoccupata per la sua sicurezza.
I due mettono tuttavia nei guai Comfort poiché premendo sul suo desiderio di riscatto nei confronti di Lassiter lo convincono a partecipare alle indagini sul furto compiuto ai danni di Devryl Longsdale, noto ricettatore locale, a opera del fantomatico David Arnold.
Quando l'istruttore viene sospeso e i due vengono esonerati dal corso da un'esasperata Vick, Psych scopre che Arnold non è mai esistito e si tratta solo del personaggio fittizio inventato da due studenti collegiali con dei problemi di scommesse che lo hanno inventato per coprire i loro furti e risultare sempre innocenti; sventuratamente Longsdale li scopre e li ricatta per avere indietro i soldi rubati; Shawn e Gus, aiutati da Comfort, riescono ad arrestare il criminale e salvare la situazione, riscattando tra l'altro l'onore dell'istruttore.
- Altri interpreti: Sage Brocklebank (Buzz McNab), Ralph Macchio (Nick Comfort), Doron Bell Jr. (DeVry Longsdale), Andrew Francis (Dickie), Dimitri Vantis (Lester Bazo).
- Ascolti USA: telespettatori 3 090 000[14].
- Nota. Questo è l'ottavo episodio privo di flashback iniziale.

## Viaggio introspettivo
- Titolo originale: The Polarizing Express
- Diretto da: James Roday
- Scritto da: James Roday e Saladin K. Patterson

### Trama
2010 (reale): Shawn viene ripreso mentre si introduce nell'abitazione del noto boss malavitoso Sergei Czarsky, per ottenere le prove per incriminarlo; come risultato l'indagine viene archiviata per vizio di procedura e le accuse cadono in prescrizione. L'ufficio del sindaco fa pressione sul capo Vick perché Psych venga sospesa a tempo indeterminato e Henry venga licenziato; trovandosi contro tutti i suoi amici e conoscenti Shawn, frustrato e arrabbiato, si trova a rimuginare su come sarebbe stato se non avesse mai fatto ritorno stabile a Santa Barbara cinque anni prima, aprendo l'agenzia investigativa.
Addormentatosi il "sensitivo" viene guidato in un viaggio introspettivo da Tony Cox, il quale esaudisce la sua curiosità mostrandogli un mondo alternativo ed enfatizzato in cui Psych non è mai nata.
2010 (alternativo): Henry è un alcolizzato che vive in una catapecchia disordinata guardando la TV tutto il giorno mentre l'ex-moglie, Madeline, sta per risposarsi con un altro uomo.
Gus vive come in un telefilm, sposato con una donna di nome Stranjay che si approfitta di lui e con molti problemi di comunicazione col figlio Anfernee. Lassiter è diventato capo della polizia surclassando la Vick e gestisce la centrale con violenza. Jules invece non è mai arrivata a Santa Barbara in sostituzione di Lucinda Barry, quindi è ancora a Miami Beach col grado di agente semplice a rischiare tutti i giorni la vita nel ghetto.
2010 (reale): Shawn, risvegliatosi dal sogno, comprende l'errore commesso di non essersi mai preso veramente le sue responsabilità mettendo a rischio chi gli stava accanto e, comprendendo che i suoi amici hanno bisogno di lui quanto lui di loro, decide di rimettersi al lavoro sul caso, clandestinamente ma con la collaborazione di tutti, smascherando Juan Lava, l'uomo che l'ha ripreso con la telecamera per impedire l'arresto per frode di Czarsky, da lui considerato un insulto in quanto esso aveva ucciso anni addietro la sua ragazza per un mancato pagamento. Shawn per far arrestare lo strozzino fa un discorso pubblico a tutta la comunità per convincerli a non avere più paura e testimoniare contro l'oppressore. La maturità dimostrata da Shawn persuade la Vick a riassumere sia lui che il padre.
- Altri interpreti: Skyler Gisondo (Shawn da bambino), Sage Brocklebank (Buzz McNab), Keshia Knight Pulliam (Stranjay Guster), Jacob Vargas (Juan Lava), Tony Cox (se stesso), Michael Puttonen (Sergei Czarsky).
- Ascolti USA: telespettatori 2 430 000[15].
- Nota. L'episodio è il nono privo di flashback iniziale ed è ispirato a La vita è meravigliosa di Frank Capra e Canto di Natale di Charles Dickens. Inoltre viene ripresa la sigla natalizia già usata in Profumo d'omicidio e in Liberate Babbo Natale.

## Delitto allo zoo
- Titolo originale: Dead Bear Walking
- Diretto da: Andy Berman
- Scritto da: Andy Berman

### Trama
2010: Lauren, la sorella di Lassiter, arriva in città per girare un documentario sulla polizia di Santa Barbara. La quasi totalità della narrazione dell'episodio è mostrata attraverso la sua telecamera.
Viene rinvenuto il corpo di un addestratore di animali nello zoo cittadino, le prove sembrerebbero indicare un orso polare come colpevole dell'omicidio ma Shawn è discorde con questa tesi e con l'aiuto di un gruppo di ambientalisti rapisce l'animale e lo tiene chiuso negli uffici della Psych per proteggerlo contro il parere di Gus e Jules.
Quando l'orso viene trovato e catturato, il "sensitivo" in una corsa contro il tempo per evitare la soppressione dell'animale scopre che il vero assassino dell'addestratore è il suo vicino di casa, da lungo in disputa per lo spazio in comune del giardino; tuttavia accortosi di aver umiliato Lassiter davanti a Lauren durante il corso dell'indagine decide di far passare la deduzione per sua per salvare la stima che la sorella ha per lui.
Il finale dell'episodio è una serie di interviste fatte da Lauren a tutti i personaggi.
- Altri interpreti: Sage Brocklebank (Buzz McNab), April Bowlby (Lauren Lassiter), Brian Klugman (McClaude Sinclaire), Michael Gross (Cody Blaire), Don Lake (C. Lee Banting), Andrew McNee (Ritch Renaud), Alberta Mayne (Gemma Kramer).
- Ascolti USA: telespettatori 2 530 000[15].
- Nota. Questo è il decimo episodio privo di flashback iniziale.

## Il gran finale
- Titolo originale: Yang 3 In 2D
- Diretto da: Mel Damski
- Scritto da: Andy Berman e James Roday

### Trama
1990: Facendo un giro in bicicletta nel suo quartiere Shawn nota una nuova vicina di casa con i capelli mossi e scuri.
2010: Shawn e Gus vengono convocati in centrale dalla Vick in quanto la polizia ha appena preso in custodia una ragazza di nome Allison Cowley, la quale sostiene di essere stata rapita da Mr. Yin. Inizialmente viene considerata una pazza mitomane come tante altre che hanno contattato l'agenzia nell'ultimo anno ma poi la ragazza per farsi credere mostra una cosa rubata dal suo luogo di detenzione durante la fuga: la foto di Shawn e Yang da giovani mostrata nel finale della quarta stagione.
Seguendo le direttive di Allison la polizia irrompe in un'abitazione, che tuttavia viene trovata occupata da una famiglia appena tornata da una vacanza; immediatamente Allison perde credibilità davanti agli occhi dei poliziotti, ma non a quelli di Psych.
Jules è spaventata dall'evenienza di rincontrare Yin ma il "sensitivo" è intenzionato a continuare a seguire la pista di Allison fino in fondo per regolare i conti col nemico; per cui alloggia la preziosa testimone a casa del padre al fine di fornirle una maggiore protezione; tuttavia durante la notte Yin riesce a penetrare e a portare via la ragazza.
Per seguire le tracce lasciate dal serial killer Shawn si rivolge nuovamente a Mr. Yang, che con la concessione di Lassiter viene rilasciata per seguire le indagini da vicino. Seguendo un indizio lasciato dall'assassino nella camera di Shawn, gli agenti si recano al campus universitario che frequentava Allison dove, al seminario del professor Rotmensen (tenuto da un supplente dell'uomo) trovano un nuovo indizio, il quale a sua volta li conduce a una serie di videocassette.
Gus, Shawn, Jules e Lassiter visionano le videocassette, che si rivelano video-diari incisi da Mary Lightly prima di morire nei quali avanza l'ipotesi che Yang sia sempre stata solo una pedina di Yin; intanto Madeleine torna a Santa Barbara per dare il suo aiuto alle indagini e scioglie il mistero della fotografia: fu lei a scattarla 20 anni prima dopo che Shawn conobbe la loro nuova vicina di casa ed essa gli chiese di immortalare il giorno del loro incontro. La ragazza di quel giorno era Yang.
Mosso dal ricordo Shawn si reca alla casa dove fu scattata la fotografia assieme a Gus, qui i due si trovano in una trappola e rimangono barricati all'interno da dei dispositivi a tempo. Mentre all'esterno Henry, Madeleine, Lassiter, Jules, la Vick e il resto della centrale di polizia assediano l'edificio, all'interno il "sensitivo" e il suo compagno trovano Allison, la quale si rivela tuttavia una discepola di Yin e porta i due a cospetto del grande burattinaio dell'impresa criminale: il professor Karl Rotmensen.
Jules nel frattempo stringe un patto con Yang per farsi condurre all'interno da un passaggio segreto; giunte all'interno però, le due donne hanno una lite e Yang riesce a sfuggire al controllo di Jules, che successivamente si imbatte in Allison, che inizialmente la inganna, ma la detective dalla contraddizione del suo racconto la smaschera e riesce a neutralizzarla dopo un violento ed estenuante combattimento corpo a corpo.
Finalmente faccia a faccia Rotmensen e Shawn si confrontano e l'uomo rivela di aver sempre considerato il "sensitivo" come il suo degno avversario ma di non essere mai stato ossessionato da lui, quella era Yang, infanatichitasi del ragazzo fin dall'infanzia. Il professore blocca i due detective su due sedie e si appresta a iniettare loro un veleno di sua creazione ma viene interrotto da Yang, che si rivela essere sua figlia. La donna afferma di aver sempre voluto solamente il suo affetto e di voler tornare da lui, l'uomo l'abbraccia compiaciuto ma così facendo abbassa la guardia e viene pugnalato al petto con la fiala contenente la sostanza letale dalla figlia infuriata dalla sua assenza di umanità.
Con la morte di Mr. Yin l'incubo legato ai due assassini è finito, dato che viene rivelato come Yang non abbia mai ucciso nessuno ma si fosse presa solo le colpe degli omicidi paterni. Shawn e Gus vengono liberati e Allison viene portata via dalle volanti della polizia lanciando un'ultima, inquietante ed enigmatica occhiata a Shawn.
Il giorno successivo Shawn trova Jules in una sala interrogatori, troppo tesa per riuscire a stendere la sua deposizione; il "sensitivo" la rassicura che l'incubo è finito e che i pazzi che affronteranno in futuro saranno niente in confronto a Yin. I due si giurano che si guarderanno sempre le spalle a vicenda e si baciano appassionatamente, a loro insaputa tuttavia Lassiter stava assistendo alla scena e ne rimane scioccato.
- Altri interpreti: Skyler Gisondo (Shawn da bambino), Sage Brocklebank (Buzz McNab), Ally Sheedy (Mr. Yang), Cybill Shepherd (Madeleine Spencer), Jimmi Simpson (Mary Lightly), Mena Suvari (Allison Cowley), Peter Weller (Mr. Yin).
- Ascolti USA: telespettatori 2 900 000[17].
- Nota. Questo è l'ultimo episodio della trilogia di Yin e Yang iniziata con l'episodio della terza stagione Indovina indovinello.